# Masanori Matsuyama
Pour les articles homonymes, voir Matsuyama.
Masanori Matsuyama (松山正則, Matsuyama Masanori) est un astronome amateur japonais, né en 1950. D'après le Centre des planètes mineures, il a découvert dix-neuf astéroïdes avec Kazurō Watanabe entre 1988 et 1991.
L'astéroïde (4844) Matsuyama a été nommé en son honneur.

## Astéroïdes découverts
| Astéroïde             | Design. prov. | Date             |
| --------------------- | ------------- | ---------------- |
| (4459) Nusamaibashi   | 1990 BP2      | 30 janvier 1990  |
| (4584) Akan           | 1990 FA       | 16 mars 1990     |
| (5064) Tanchozuru     | 1990 FS       | 16 mars 1990     |
| (5215) Tsurui         | 1991 AE       | 9 janvier 1991   |
| (5291) Yuuko          | 1990 YT       | 20 décembre 1990 |
| (5293) Bentengahama   | 1991 BQ2      | 23 janvier 1991  |
| (5686) Chiyonoura     | 1990 YQ       | 20 décembre 1990 |
| (5848) Harutoriko     | 1990 BZ1      | 30 janvier 1990  |
| (6098) Mutojunkyu     | 1991 UW3      | 31 octobre 1991  |
| (6210) Hyunseop       | 1991 AX1      | 14 janvier 1991  |
| (8493) Yachibozu      | 1990 BY1      | 30 janvier 1990  |
| (8824) Genta          | 1988 BH       | 18 janvier 1988  |
| (11873) Kokuseibi     | 1989 WS2      | 30 novembre 1989 |
| (15718) Imokawa       | 1990 BB2      | 30 janvier 1990  |
| (19983) Inagekiyokazu | 1990 DW       | 18 février 1990  |
| (21036) Nakamurayoshi | 1990 BA2      | 30 janvier 1990  |
| (23448) Yasudatakeshi | 1988 BG       | 18 janvier 1988  |
| (29144) 1988 FB       | 1988 FB       | 16 mars 1988     |
| (37586) 1991 BP2      | 1991 BP2      | 23 janvier 1991  |